# Groupement I/3 de Gendarmerie mobile
Le groupement I/3 (GGM I/3) est un groupement de Gendarmerie mobile implanté à Rennes (Ille-et-Vilaine) et appartenant à la région de Gendarmerie de Rennes. Il comprend 5 escadrons situés en Bretagne et dans les Pays de la Loire.

## Implantation des unités
- Bretagne
  - EGM 13/3 à Pontivy
  - EGM 14/3 à Brest
  -  EGM 15/3 à Vannes
- Pays de la Loire
  - EGM 16/3 à Mamers (anciennement EGM 33/3)
  - EGM 17/3 à Mayenne (anciennement EGM 34/3)

### Dissolutions
- EGM 11/3 à Rennes dissous le 1er septembre 2011[1]
- EGM 12/3 à Saint-Malo dissous le 1er septembre 2010[2]